# Maksimir

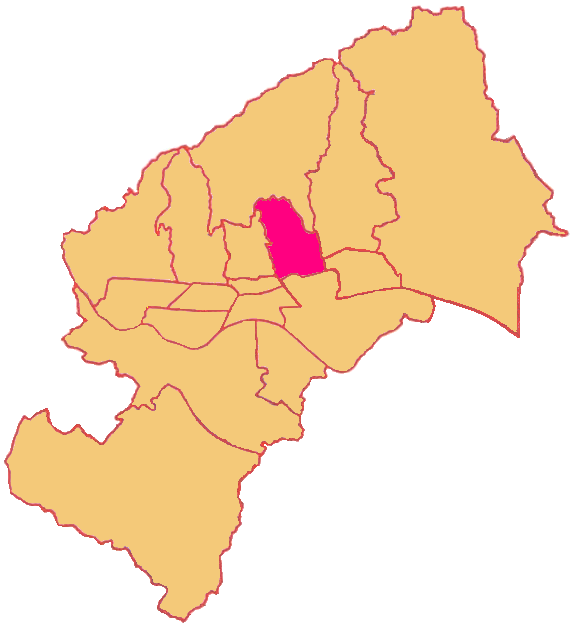
Ligging van Maksimir in Zagreb

Maksimir is een van de stadsdelen van de Kroatische hoofdstad Zagreb. Er wonen per 2005 50.000 mensen in dit stadsdeel. In Maksimir liggen onder andere het Maksimirstadion en het Park Maksimir, met een dierentuin.

## Wijken in Maksimir
- Bukovac
- "Dinko Šimunović"
- Dobri dol
- Dotrščina
- "Eugen Kvaternik"
- Kozjak
- Maksimir
- Maksimirska naselja
- Mašićeva
- Remete
- Laščinska cesta
- Ružmarinka